# Domenico Larussa
Domenico Larussa (Catanzaro, 29 ottobre 1900 – 3 marzo 1975) è stato un politico e avvocato italiano.

## Biografia
Membro di un'illustre famiglia di politici (Larussa), avvocato, esponente della Democrazia Cristiana. È stato eletto alla Camera dei deputati nelle prime tre legislature repubblicane (restando in carica dal 1948 al 1963), fu sottosegretario di Stato al Turismo e Spettacolo nel governo Segni II. Fu anche vice alto commissariato per il Turismo nei governi Zoli, Fanfani II e Segni I e II.
Morì all'età di 74 anni il 3 marzo 1975.